# Arnold Morley
Arnold Morley (18 février 1849 - 16 janvier 1916) est un avocat britannique et homme politique libéral.

## Biographie
Il est un fils cadet de Samuel Morley (1809-1886) et Rebekah Maria, fille de Samuel Hope de Liverpool et un frère cadet de Samuel Morley (1er baron Hollenden).
Il est élu député de Nottingham lors d'une élection partielle en 1880 et occupe le siège jusqu'à ce que la circonscription soit divisée pour les élections générales de 1885 . Il est ensuite élu député de la nouvelle circonscription de Nottingham East et occupe ce siège jusqu'à sa défaite aux élections générales de 1895 . Il sert sous William Ewart Gladstone comme secrétaire parlementaire du Trésor (whip en chef du gouvernement) entre février et juillet 1886, puis est whip en chef libéral de 1886 à 1892 pendant que le parti est dans l'opposition. Lorsque les libéraux reviennent au pouvoir sous Gladstone en août 1892, Morley est admis au Conseil privé et nommé maître des postes avec un siège au cabinet. Il conserve ce poste jusqu'en 1895, sous la présidence du comte de Rosebery.
Morley est décédé célibataire en janvier 1916, à l'âge de 66 ans.